# کوه اسلویسکین
کوه اسلویسکین (به انگلیسی: Sluiskin Mountain) یک کوه در ایالات متحده آمریکا است که در پارک ملی کوه رینیر واقع شده‌است. کوه اسلویسکین ۲٬۱۴۱٫۵۵ متر بالاتر از سطح دریا واقع شده‌است.